# M/Y Wiking X
M/Y Wiking X är en fritidsmotorbåt från 1925, som ritades av Carl Gustaf Pettersson och byggdes på Rosättra Båtvarv.
M/Y Wiking tillkom på beställning av AB Pentaverken för att utprova en nykonstruerad motor. Den användes av Carl Gustaf Pettersson för långfärder, först 19 juli – 3 november 1925 till Narvik i norra Norge och efter järnvägstransport till Luleå tillbaka i Bottenviken, och 1928 söderut till Ostende i Belgien. 
Gunnar Fritz-Crone, som köpte båten av Sven Wallentin 1978, gjorde om Norgefärden 1980 och skildrade de båda färderna i boken Carl Gustaf Pettersson – båtkonstruktören och äventyrare.
Wiking X ingår numera i Sjöhistoriska museets samlingar och är utställd i Båtmagasinet på Rindö.

## Bildgalleri

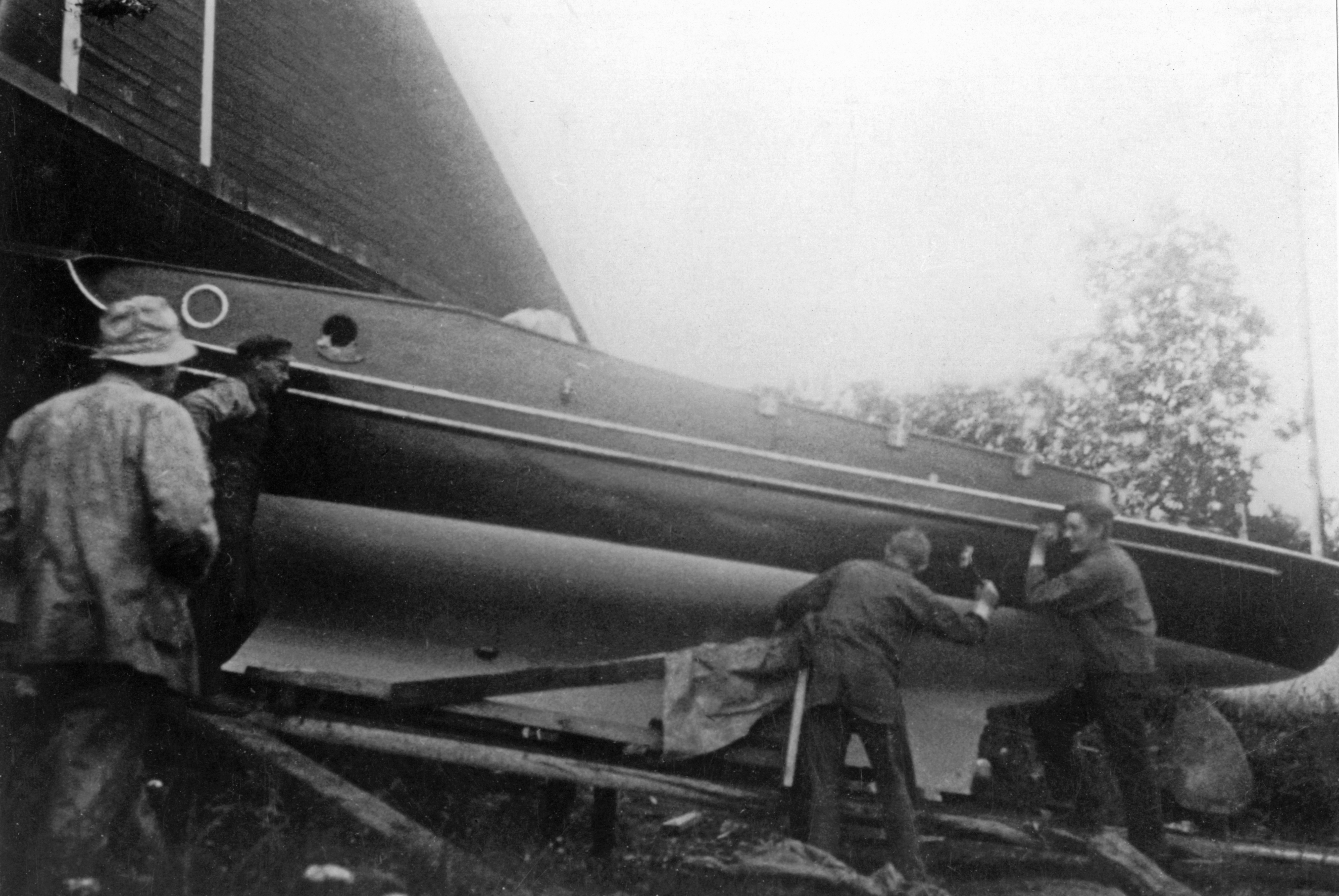
Wiking X sjösätts på Rosättra Båtvarv 1925
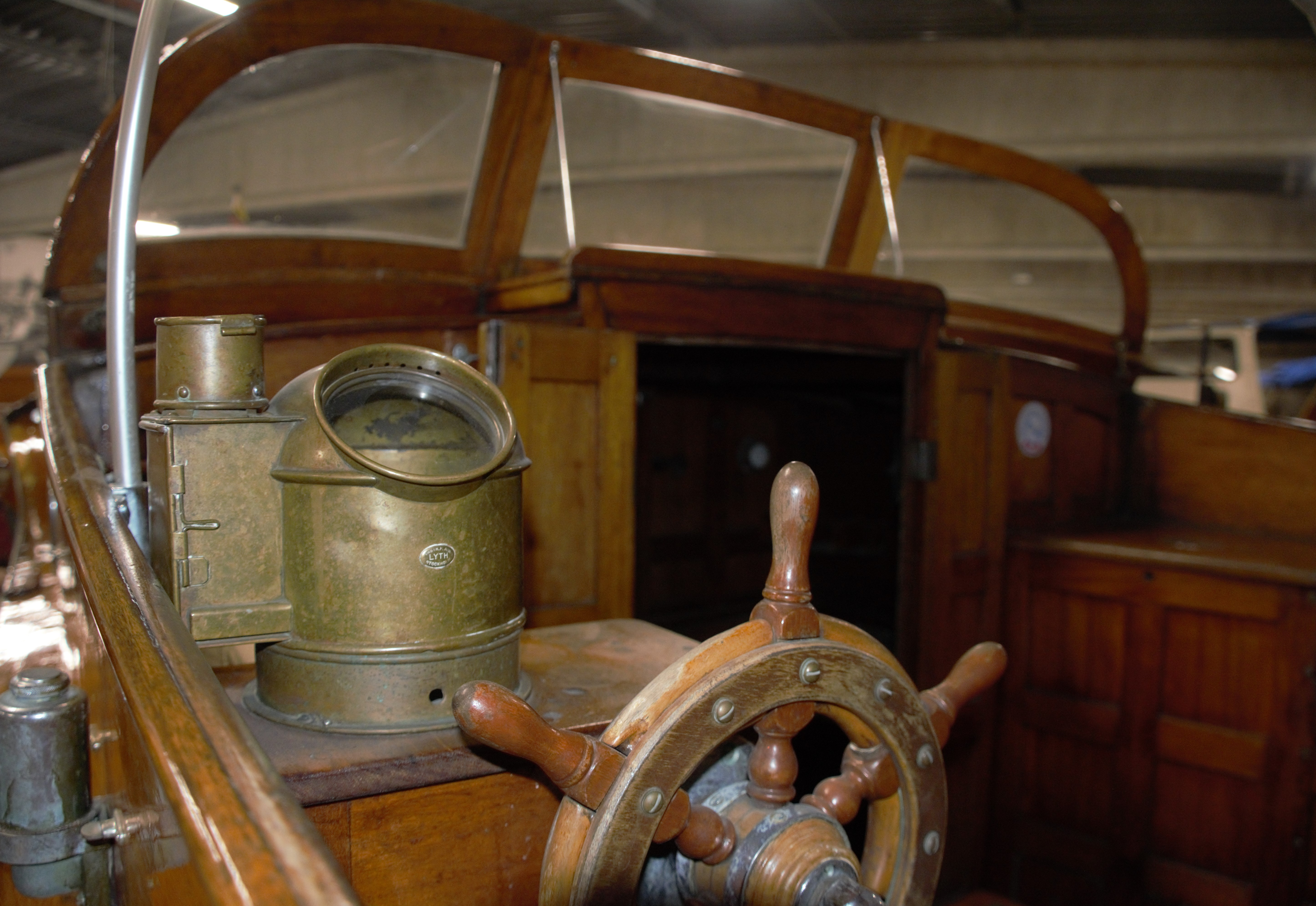
Sittbrunnen
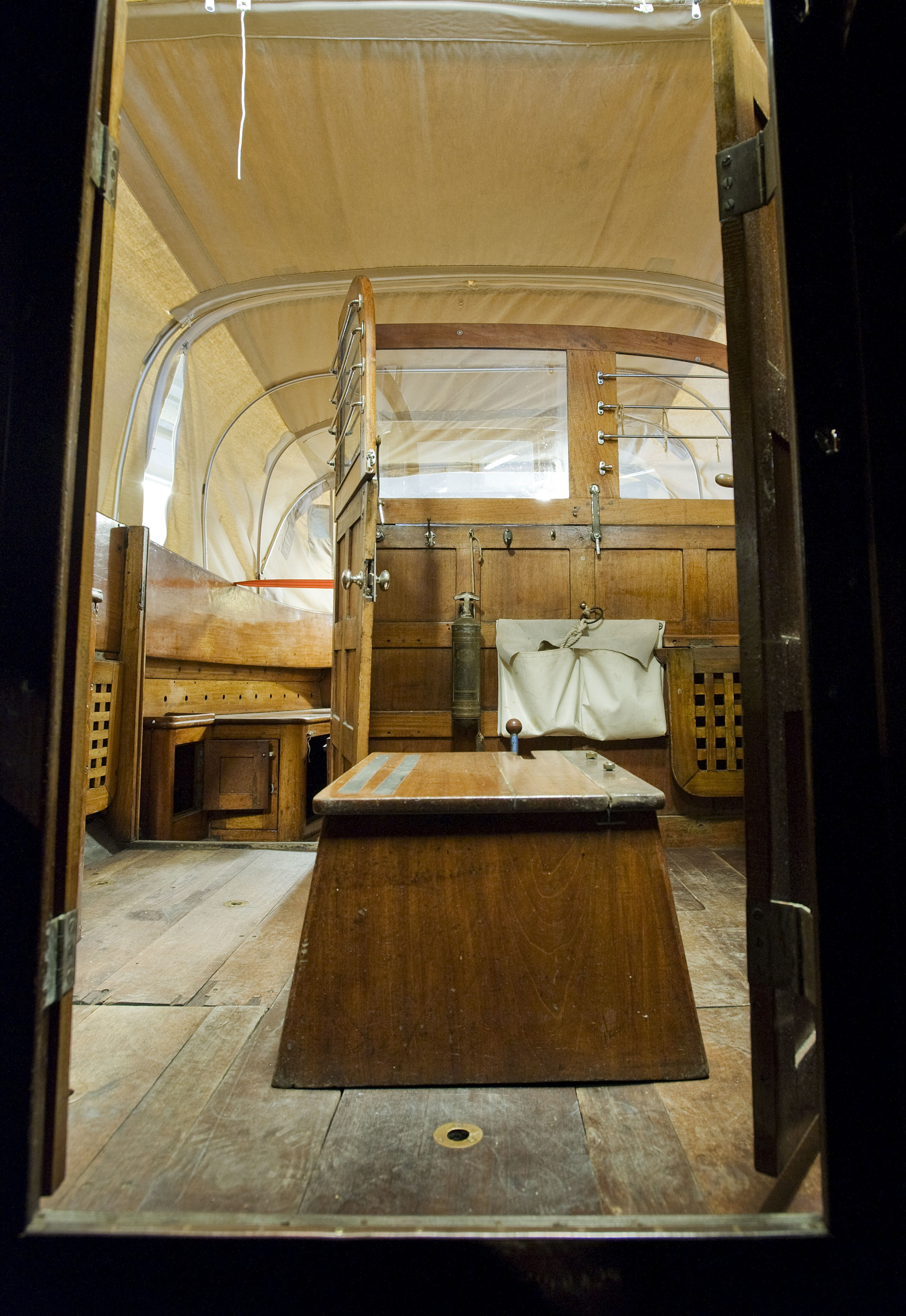
Interiör akterut
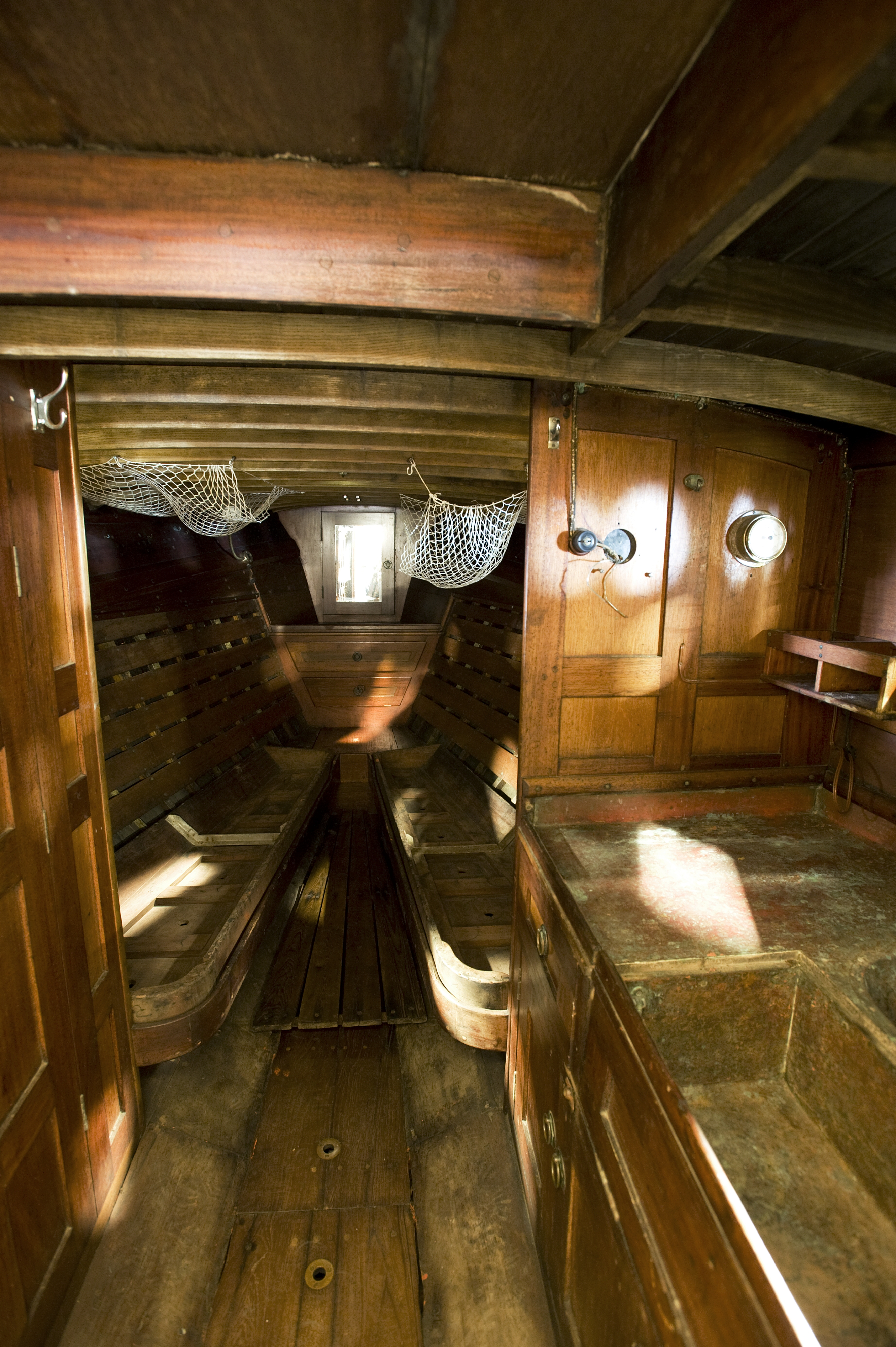
Kabyssen och förpiken med kojplatser och nät att stuva i
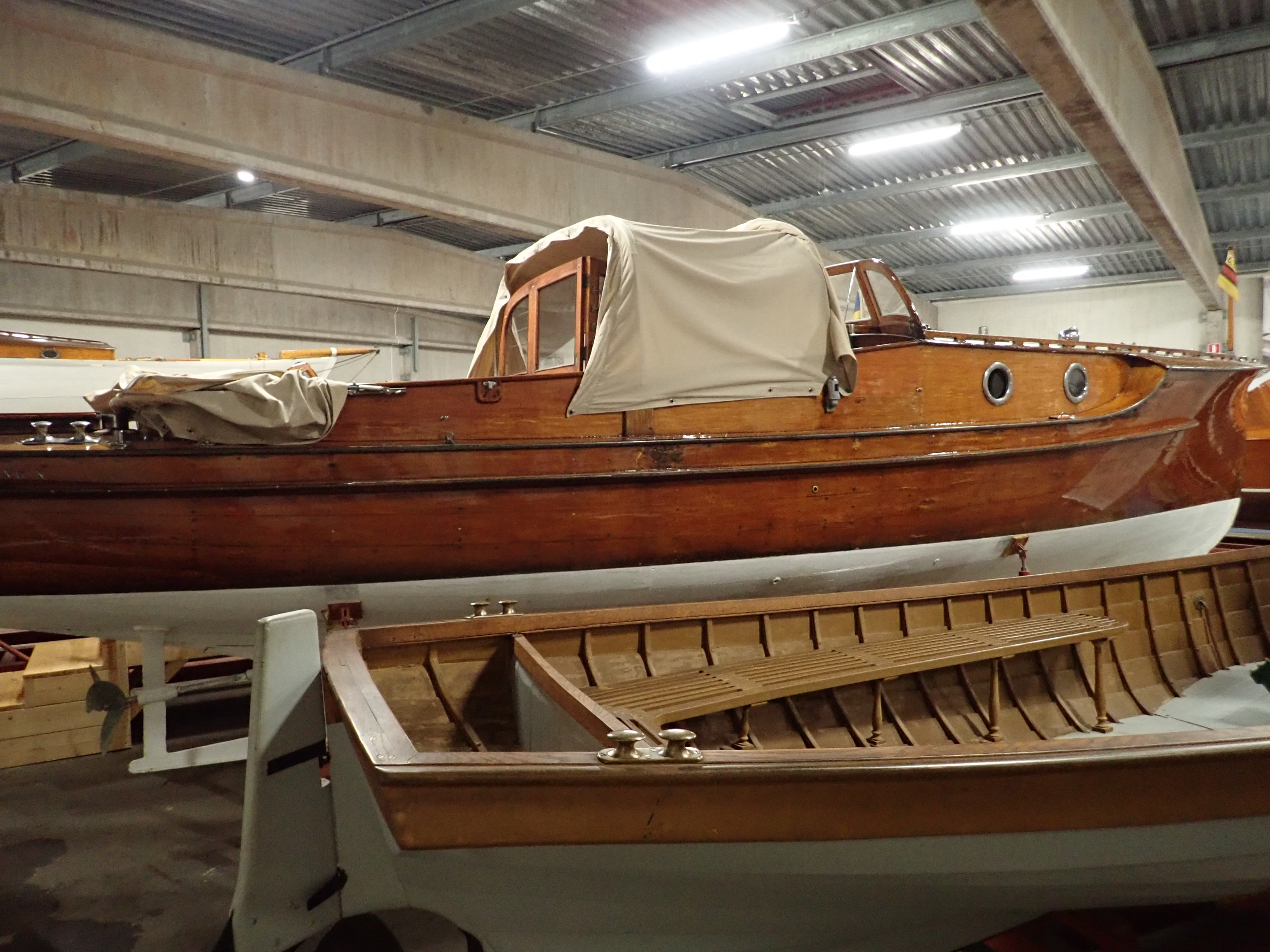
Styrbordsidan sedd snett akterifrån